# James E. Gunn (auteur)
Pour les articles homonymes, voir James E. Gunn et Gunn.
Œuvres principales
- Les Immortels

James Edwin Gunn, né le 12 juillet 1923 à Kansas City dans l’État du Missouri et mort le 23 décembre 2020 à Lawrence dans le Kansas, est un écrivain américain de science-fiction.
Il est également auteur et éditeur de nombreuses anthologies de science-fiction. Il a créé le Prix Theodore-Sturgeon en 1987.

## Biographie
James E. Gunn est né à Kansas City (États-Unis). Après trois ans passés dans l'US Navy pendant la Seconde Guerre mondiale, il obtient un B.S. de journaliste en 1947 et un M.A. d'anglais en 1951, tous deux de l'Université du Kansas.
Gunn a travaillé comme éditeur, comme responsable des relations publiques mais principalement comme professeur d'anglais, toujours à l'Université du Kansas. Il a été président de la Science Fiction and Fantasy Writers of America de 1971 à 1972 et de la Science Fiction Research Association (en) de 1980 à 1982.
James Gunn commence à écrire de la science-fiction en 1948. À ses débuts, il passe quatre années comme écrivain à plein temps et a plus de 100 histoires publiées dans des magazines ou dans des collections.
Pendant sa carrière, il écrit 26 livres et en édite 10 autres. Il est particulièrement reconnu pour son anthologie The Road to Science Fiction qui compte aujourd'hui 6 volumes, bien qu'il reste encore relativement peu traduit en français.

## Œuvres

### SérieRiley and Asha
1. (en) Transcendental, 2013
2. (en) Transgalactic, 2016

### Romans indépendants
- Le Monde forteresse ((en) This Fortress World, 1955)
- Le Pont sur les étoiles, Les Moutons électriques, coll. « Bibliothèque voltaïque », 2010 ((en) Star Bridge, 1955)Écrit avec Jack Williamson.
- (en) The Joy Makers, 1961
- Les Immortels, Le Masque Science-fiction no 69, 1978 ((en) The Immortals, 1962)
- L'Holocauste, Le Masque Science-fiction no 55, 1977 ((en) The Burning, 1972)
- (en) The Listeners, 1972
- Les Magiciens ((en) The Magicians, 1976)
- Kampus ((en) Kampus, 1977)
- (en) The Dreamer, 1981
- (en) Tiger! Tiger!, 1984
- (en) Crisis!, 1986
- (en) Inside Science Fiction, 1992
- La Machine à bonheur ((en) The Joy Machine, 1996)
- (en) Human Voices, 1999
- (en) The Millennium Blues, 2001

### Recueils de nouvelles
- Les Hommes du dehors ((en) Station in Space, 1958)
- Futur imparfait ((en) Future Imperfect, 1964)
- (en) The Witching Hour, 1970
- (en) Breaking Point, 1972
- (en) Some Dreams are Nightmares, 1974
- (en) The End of the Dreams, 1975
- (en) The Unpublished Gunn, Part One, 1992
- (en) The Unpublished Gunn, Part Two, 1996
- (en) Human Voices, 2002

### Nouvelles traduites en français
- Police de survie (1952, Survival Policy) in Le Monde forteresse/Futur imparfait/Les hommes du dehors, OPTA, coll. « Club du livre d'anticipation » no 67, 1977.
- Le Misogyne (1952, The Misogynist)  in Histoires à rebours, Livre de Poche, La Grande Anthologie de la SF no 3773, 1976 (rééd. 1984)  in Le Monde forteresse/Futur imparfait/Les hommes du dehors, OPTA, coll. « Club du livre d'anticipation » no 67, 1977.
- Tu ne m'échapperas pas ! (1953, Wherever You May Be / The Reluctant Witch) [Court roman]  in Ed. Nuit & Jour, Galaxie nos 11 et 12, 1954. in OPTA, Galaxie nos 76 et 77, 1970.
- Le Champion venu de nulle part (1954, Open Warfare) in OPTA, Galaxie no 155, 1977.
- Ce n'est pas sorcier ! (1954, Sine of the Magus / The Magicians) in Ed. Nuit & Jour, Galaxie no 38, 1957.
- L'Heure du repas (1955, Feeding Time) in Le Monde forteresse/Futur imparfait/Les hommes du dehors, OPTA, coll. « Club du livre d'anticipation » no 67, 1977.
- Coup monté (1955, Hoax) in Le Monde forteresse/Futur imparfait/Les hommes du dehors, OPTA, coll. « Club du livre d'anticipation » no 67, 1977.
- L'Androïde orphelin (1955, Little Orphan Android) in Le Monde forteresse/Futur imparfait/Les hommes du dehors, OPTA, coll. « Club du livre d'anticipation » no 67, 1977.
- L'Androïde sentimental (1955, Little Orphan Android) in Ed. Nuit & Jour, Galaxie no 29, 1956.
- Le Sang neuf (1955, New Blood) in Les Immortels (Fix-Up), Presses de la Cité, coll. « Futurama » Deuxième série no 10, 1977. in Les Immortels (Fix-Up), Le Masque SF no 69, 1978.
- L'Antre des ténèbres (1955, The Cave of Night) in Ed. Nuit & Jour, Galaxie no 17, 1955.
- La Caverne de la nuit (1955, The Cave of Night) in Le Monde forteresse/Futur imparfait/Les hommes du dehors, OPTA, coll. « Club du livre d'anticipation » no 67, 1977.
- La Grande Roue (1956, The Big Wheel) in Le Monde forteresse/Futur imparfait/Les hommes du dehors, OPTA, coll. « Club du livre d'anticipation » no 67, 1977.
- La Meilleure Affaire du vieux pircuiteur (1956, The Gravity Business) in Ed. Nuit & Jour, Galaxie no 31, 1956.
- Une gravifique affaire (1956, The Gravity Business) in Phares stellaires et sillages atomiques, Ed. Opta, Marginal no 15, 1977.
- Bavardage interrompu (1956, The Stilled Patter) in Le Monde forteresse/Futur imparfait/Les hommes du dehors, OPTA, coll. « Club du livre d'anticipation » no 67, 1977.
- Etsylana (1956, Tsylana) in Le Monde forteresse/Futur imparfait/Les hommes du dehors, OPTA, coll. « Club du livre d'anticipation » no 67, 1977.
- Au bûcher, les sorciers ! (1956, Witches Must Burn) in L'Holocauste (Fix-Up), Le Masque SF no 55, 1977.
- C'est tous les jours Noël (1957, Everyday Is Christmas) in Le Monde forteresse/Futur imparfait/Les hommes du dehors, OPTA, coll. « Club du livre d'anticipation » no 67, 1977.
- L'Interne (1957, Not so Great an Enemy / Medic) in Les Immortels (Fix-Up), Presses de la Cité, coll. « Futurama » Deuxième série no 10, 1977. in Les Immortels (Fix-Up), Le Masque SF no 69, 1978.
- L'espace est solitude (1957, Space Is a Lonely Place) in Le Monde forteresse/Futur imparfait/Les hommes du dehors, OPTA, coll. « Club du livre d'anticipation » no 67, 1977.
- Voir Mars et mourir (1957, Space Is Lonely Place) in OPTA, Fiction no 139, 1965.
- Les Plus Belles Filles de Neosho (1958, Neosho's Choicest / The Girls who Were Really Built) in Le Monde forteresse/Futur imparfait/Les hommes du dehors, OPTA, coll. « Club du livre d'anticipation » no 67, 1977.
- Baril de poudre (1958, Powder Keg) in Le Monde forteresse/Futur imparfait/Les hommes du dehors, OPTA, coll. « Club du livre d'anticipation » no 67, 1977.
- L'Escroquerie (1958, Skin Game) in Le[2] Monde forteresse/Futur imparfait/Les hommes du dehors, OPTA, coll. « Club du livre d'anticipation » no 67, 1977.
- Immortalité (1958, The Immortals) in Les Immortels (Fix-Up), Presses de la Cité, coll. « Futurama » Deuxième série no 10, 1977. in Les Immortels (Fix-Up), Le Masque SF no 69, 1978.
- Le Don (1960, Donor) in Les Immortels (Fix-Up), Presses de la Cité, coll. « Futurama » Deuxième série no 10, 1977. in Les Immortels (Fix-Up), Le Masque SF no 69, 1978.
- Le Dernier Mot (1964, The Last Word) in Le Monde forteresse/Futur imparfait/Les hommes du dehors, OPTA, coll. « Club du livre d'anticipation » no 67, 1977.
- L'Épreuve du feu (1969, Trial by Fire) in L'Holocauste (Fix-Up), Le Masque SF no 55, 1977.
- Par le feu (1969, Trial by Fire) in OPTA, Galaxie no 88, 1971.
- La Chasse aux sorciers (1969, Witch Hunt) in L'Holocauste (Fix-Up), Le Masque SF no 55, 1977.
- Le Message (1971, The Message) in OPTA, Galaxie no 127, 1974.
- Les Voix (1972, The Voices) in OPTA, Fiction no 241, 1974.

### Essais
- (en) Isaac Asimov: The Foundation of Science Fiction, 1982 (prix Hugo 1983)[3]
- (en) The Science of Science-Fiction Writing, 2000

### Publications en tant qu'éditeur
- (en) Man and the Future, 1968
- (en) Nebula Award Stories Ten, 1975
- (en) The New Encyclopedia of Science Fiction, 1988
- (en) The Best of Astounding: Classic Short Novels from the Golden Age of Science Fiction, 1992

### Anthologies
- (en) Alternate Worlds: The Illustrated History of Science Fiction, 1975
- (en) The Road to Science Fiction; From Gilgamesh to Wells, 1977
- (en) The Road to Science Fiction #2: From Wells to Heinlein, 1979
- (en) The Road to Science Fiction #3: From Heinlein to Here, 1979
- (en) The Road to Science Fiction #4: From Here to Forever, 1982
- (en) The Road to Science Fiction #5: The British Way, 1998
- (en) The Road to Science Fiction #6: Around the World, 1998